# Plaut
Tit Makcije Plaut (lat. Titus Maccius Plautus, oko 254. pr. Kr. ― 184. pr. Kr.) bio je najveći pisac komedija u rimskoj književnosti.

## Rimska palijata
Rimska komedija nastala je i razvila se po uzoru na novu atičku komediju, koja je cvjetala u 4. i 3. stoljeću prije Krista, pri čemu su se osobito rabila djela grčkih književnika Filemona, Apolodora i Menandra. Srednju komediju iskorištili su kao uzor samo za Plautovog Persijanca i možda Amfitriona. Tu rimsku komediju, nastalu prema uzoru na grčke izvornike i smještenu u grčko okruženje, nazvali su palijata (fabula palliata) prema odjeći koju su na pozornici nosili glumci (pallium »grčka kabanica«). Palijata je ili komedija karaktera (comoedia stataria) ili komedija zapleta (comoedia motoria), obično ima pet činova između kojih su umetnuti glazbeni dijelovi, koje je izvodio svirač na dvostrukim tibijama (vrsta frule). Kora u palijati nije bilo, kao što ga nije bilo ni u novoj komediji; neka vrsta kora postoji jedino u Plautovom Konopcu. Umjesto kora je, međutim, ponekad između činova svirao svirač (tibicen). U svakom komadu bilo je dvije vrste partija: jedne su jednostavno recitirane (to su diverbia = dijalozi), a druge su izgovarane uz pratnju tibija (to su cantica). Cantica je u užem smislu svako pjevanje uz pratnju tibija i predstavlja čisto lirsku monodiju, dakle solo pjevanje, u promjenjivom i često živom i nemirnom metru. Ovi kantici nalaze se samo kod Plauta, koji ih je dodao na vlastitu inicijativu, jer njih ne nalazimo ni u novoj komediji. 
Radnja palijate podijeljena je na pet činova, uz koje se nalaze prolog i epilog. U prologu se gledateljima daju nužni podatci o grčkom izvorniku, o mjestu na kome se radnja događa, predstavlja se prapovijest događaja koji se opisuju u komediji ili se skicira čitava radnja komedije. Terencijevi prolozi su manje iscrpni i uopće manje uspjeli od Plautovih, jer se u njima uglavnom bavi osobnim stvarima, nešto slično parabazi u staroj atičkoj komediji. Prolog obično izgovara neki mitološki lik ili lik iz komedije ili pak predvodnik glumačke družine (dominus gregis). Da bi publika bolje razumjela radnju, uvodili su se ponekad u komediju tzv. prethodni likovi (personae protaticae), koji inače s radnjom nisu imali nikakve veze i poslije se u komediji više nisu pojavljivali. Takvi su likovi primjerice Artotrog u Plautovom Hvalisavom vojniku i Grumion u njegovoj Aveti, a njima se služio i Terencije.
Prema tradiciji, komični su glumci u prvo vrijeme nosili samo perike, a poslije maske, koje je navodno uveo Roscije Gal, i to »zato što je bio razrok«. Kazalište je najprije bilo od drva i postavljalo se iznova za svaku novu predstavu. Prvo trajno kazalište od kamena dao je sagraditi Pompej 55. pr. Kr. Prema tradiciji, kameno se kazalište počelo zidati još 154. pr. Kr., ali je Senat gradnju odjednom obustavio i općenito zabranio sjedenje u kazalištu. 
Od rimske komedije sačuvana su djela Plauta i Terencija.

## Plautov život
Plaut je rođen oko 254. pr. Kr. u gradu Sarsini u Umbriji, najvjerojatnije u prilično siromašnoj obitelji. Najprije je radio kao radnik na pozornici u Rimu, a zatim je dosta putovao i trgovao, ali u trgovini nije imao sreće. Kao siromašan vratio se u Rim i tu zarađivao za život radeći u mlinu. Tu je napisao tri komedije koje je gledateljstvo dobro primilo, pa je, ohrabren tim uspjehom, napustio mlin i potpuno se predao pjesništvu, na kojem je radio sve do svoje smrti 184. pr. Kr. Rimski pisac Aul Gelije iz 2. stoljeća poslije Krista prenosi nam sljedeći epitaf koji je navodno stajao na Plautovom grobu, ali koji ipak nije autentičan:
| Otkad je Plauta odnijela smrt, komedija tužna postade, scena je prazna, a Smijeh i Igra i Šala, stihovi bezbrojni plakati stadoše svi k'o jedan. | Postquam est mortem aptus Plautus, Comoedia luget, scaena est deserta, ac dein Risus Ludus Iocusque, et numeri innumeri simul omnes conlacrimarunt. |

## Djela
U antici se Plautu bilo pripisivalo oko 130 komedija, od kojih je čuveni rimski polihistor Marko Terencije Varon u 1. stoljeću pr. Kr. kao autentične izdvojio 21 komediju, koje su zato skupno nazvane fabulae Varonianae i od kojih nam se u potpunosti sačuvalo njih dvadeset, a jedna (Vidularia) samo fragmentarno. Sve komedije predstavljaju prilagodbe nove atičke komedije; tri ili četiri su pouzdano Menandrove, dvije su Difilove, dvije Filemonove, a jedna vjerojatno Aleksidova. Sve one obrađuju grčki život i običaje te, uz humoristično pretjerivanje, grčki karakter. Plaut svoj uspjeh kod neobrazovane rimske publike duguje najviše svojoj slobodnoj i živoj obradi grčkih izvornika, koje je po volji mijenjao, pojednostavljivao i kombinirao (»kontaminirao«, tj. od dva grčka izvornika stvarao jednu latinsku preradu), uz unošenje drugih elemenata kako bio se komadi svidjeli suvremenoj rimskoj publici. Takve su, na primjer, kratke dijaloške scene u kojima likovi razmjenjuju prijetnje i uvrede, motiv roba koji trči, lik roba u ulozi zabavljača koji slobodno govori i drsko se ponaša (što je Plautova publika možda smatrala uobičajenim kod Grka), kome se ponekad postavljao nasuprot lik odanog roba koji se brine za svoga gospodara (što je trebalo izazvati odobravanje od robovlasnika prisutnih u publici), grube šale, mnoštvo aliteracija i igra riječima. Uz to, umjesto da stvara komedije sastavljene isključivo od dijaloga (diverbium), Plaut je znatno povećao glazbeno-recitativni element (cantica), koji u nekim komadima zauzima i do dvije trećine cijele komedije.
U većini komedija zaplet se gradi oko trikova nekog lukavog roba koji treba svom mladom i zaljubljenom gospodaru pomoći osvojiti srce neke djevojke, u čemu mu smetaju ili neki suparnik ili svodnik ili djevojčin strogi otac. Djevojka je obično ropkinja i prostitutka za koju se do kraja komada otkriva da je zapravo rođena kao slobodna i stoga pogodna za buduću ženu mladog Atenjanina. Često je Djevojka u mladosti bila oteta pa njeno prepoznavanje kao nečije davno izgubljene kćeri predstavlja vrhunac komedije. Među drugim čestim likovima su hvalisavi vojnik, parazit i kuhar. 
Plautove komedije su gotovo jedini pisani trag govornog latinskog jezika iz toga doba. Plautov jezik, iako je na granici standardnog književnog latinskog, izrazito je živ i elastičan, vješto prilagođen svakom liku u komediji. »Kad su Muze htjele da govore latinskim, govorile su Plautovim jezikom«, rekao je Elije Stilon, rimski književni kritičar iz 2. stoljeća pr. Kr. Plautova komična snaga i duhovitost su velike, šale su mu ponekad neukusne, ali uvijek uspješne i nisu dosadne, jer teže biti originalne i ne ponavljati se. Plautove su komedije bile vrlo cijenjene u doba kasne Rimske Republike i ranog Carstva, ali su se poslije malo čitale jer im je jezik bio previše arhaičan. Plauta su ponovo otkrili i mnogo čitali u doba renesanse, pa je poslužio kao uzor i za neke Shakespearove komedije.
Amfitrion (Amphitruo) jedna je od najboljih Plautovih komedija, u kojoj Jupiter uzima lik tebanskog kralja Amfitriona da bi obljubio njegovu ženu Alkmenu, a bog Merkurije lik Amfitrionovog vjernog sluge Sosije. Na pozornici se tako kreću dva para dvojnika, što izaziva niz komičnih situacija. Plaut je ovaj komad nazvao tragikomedijom (tragico-comoedia), jer je predstavljao neuobičajen spoj suprotstavljenih elemenata: visokog morala udane žene i burlesknog bijesa njenog muža, ali vjerojatno i zato što obrađuje mitsku tematiku, koja je tradicionalno pripadala sferi tragedije.
Ćup sa zlatom (Aulularia) obrađuje priču o starom škrtcu Euklionu koji pronalazi ćup sa zlatom i otada neprestano bdije nad njim. Ovaj se motiv prepliće s motivom ljubavi: Euklionovu kćer na nekoj je proslavi obljubio mladi Likonid, koji se sad kaje i želi se oženiti djevojkom. Međutim, od Eukliona ruku njegove kćeri zatraži Likonidov ujak Megador, na što Euklion pomisli da je Megador namirisao bogati miraz pa ćup sa zlatom iznosi iz kuće i počne ga skrivati na različitim mjestima stalno se bojeći i sjene. U jednom ga trenutku, dok je selio ćup, vidi Likonidov rob koji zlato i uzme. Kraj komedije je izgubljen, ali je najvjerojatnije imao sretan kraj: Likonid vraća ćup sa zlatom Euklionu, a ovaj mu zauzvrat daje svoju kćer za ženu.
Bakhide (Bacchides), čiji je početak izgubljen, također obrađuju dvostruki problem. Riječ je o sestrama Bakhidama, dvije hetere istog imena, od kojih jedna očara neiskusnog i bogatog mladića, a druga, koju voli mladi Mnesiloh, padne u ruke nekog vojnika. Rob na prijevaru izmami novac od Mnesilohovog oca da bi njime otkupio vojnikovu Bakhidu, ali nespretno izgubi novac. Lukavi rob, međutim, opet prevari Mnesilohovog oca, a kada očevi odu heterama po svoje sinove, sve se završi zajedničkim veseljem. 
Zarobljenici (Captivi) imaju pomalo sentimentalan karakter, neuobičajen za Plauta, i nemaju ženskih likova. Priča je o čovjeku čija su oba sina dopala ropstva, jedan još u djetinjstvu, a drugi kasnije dok se borio u ratu. Nesretni otac kupuje veliki broj neprijateljskih zarobljenika nadajući se da će među njima naći svoje sinove. To mu konačno i uspijeva, naravno tek nakon brojnih peripetija, u kojima glavnu ulogu ima parazit sa svojim dosjetkama.
Menehmi (Menaechmi) obrađuju temu dva potpuno slična blizanca i nazvani su po imenu jednog od njih. Iz te sličnosti proizlazi niz komičnih situacija. Jedan brat, Menehmo, otet je još kad je imao sedam godina, a drugi, Sozikle, promijenio je svoje ime u bratovo da bi tako očuvao uspomenu na njega. Kada je odrastao, Sozikle-Menehmo kreće u potragu za svojim izgubljenim bratom i stiže u Epidaur, gdje mu brat i živi. Nastaju komične situacije kad se on susreće s bratovljevom ljubavnicom, ženom i zatim tastom. Zabuna se, naravno, riješi na kraju komada, čime se osigurao obvezni sretan kraj.
Avet (Mostellaria) priča o tome kako je mladi Filolah, dok mu je otac bio na putu, od svodnika kupio jednu ropkinju i zatim je oslobodio i doveo da živi s njim u očevoj kući. Novac za to je pozajmio od nekog zelenaša. Otac se međutim neočekivano brzo vraća pa na pozornicu stupa Filolahov rob Tranion, koji oca pokušava spriječiti da uđe u kuću, zbog čega slaže da je kuća ispražnjena jer ju je navodno počela opsjedati utvara, odnosno duh nekog ubijenog čovjeka. Međutim, pojavljuje se zelenaš koji traži svoj novac, što Traniona tjera da smišlja nove laži. 
Hvalisavi vojnik (Miles gloriosus) u središtu radnje ima razmetljivog vojnika Pirgopolinika, čije ime znači »osvajač mnogih gradova«, koji stradava od roba zbog svoje gluposti i umišljenosti. Lik oholog vojnika čest je i u drugim komedijama.
Lažljivac (Pseudolus) priča o tome kako neki makedonski vojnik kupuje djevojku od nekog svodnika za 20 mina, ali mu zakapari samo 15 mina. djevojku treba predati njegovom glasniku koji svodniku donosi preostalih 5 mina. Međutim, u djevojku je zaljubljen i mladi Atenjanin Kaliodor. Zatim nastaje niz komičnih dijaloga između vojnikovog glasnika, i Kaliodorovog roba Pseudola (»Lažljivca«), koji za svog mladog i zaljubljenog gospodara želi otkupiti djevojku, nemajući naravno pritom nikakvoga novca. Ova dvojica se nadmeću u lažima, ali konačno nadvlada Pseudol. Uz lijepo oblikovan lik ovoga roba stoji naturalistički prikazan lik svodnika koga zanima samo novac.
Konopac (Rudens) je također pomalo sentimentalnog karaktera. Radnja se odvija na brdovitoj obali Kirene blizu jednog Venerinog hrama i seoske kuće starog Atinjanina Demona, čiju su kćer Palestru još kao dijete oteli od njega, a zatim je dospjela u ruke svodnika Labraksa. Mladi Atenjanin Plesidip zaljubljuje se u nju i svodniku daje kaparu za njen otkup. Labraks međutim odluči djevojku potajno odvesti na Siciliju. Na putu međutim nastane velika oluja i lađa se razbije blizu obale Kirene. Palestra i još jedna Djevojka stignu do obale, gdje ih lijepo primi Venerina svećtenica. Spasio se i Labraks, koji također stiže do hrama i pokušava odvesti djevojke, ali ih obrane Demon i Plesidip. Tada iz mora, zapetljanog u ribarskoj mreži, izvuku kovčeg koji je pripadao Labraksu, pa se ribar, izvlačeći svoju mrežu pomoću konopca (rudens), počne prepirati oko kovčega s Plesidipovim robom. Prepirka dovede do toga da se u kovčegu pronađe ne samo Labraksovo blago, nego i predmeti koji dokazuju da je Palestra zapravo Demonova davno izgubljena kći.
Tri groša (Trinummus) kazuje kako mladić Lezbonik, dok mu je otac Harmid na putu, prodaje kuću ne znajući da je u njoj skriveno blago. Harmidov susjed i prijatelj kupuje kuću kako bi je spasio. Ovaj prijatelj za tri groša unajmljuje i sikofanta koji, navodno od oca, donosi miraz za Lezbonikovu sestru. Glavni komični zaplet nastaje kada sikofant susreće Harmida koji se upravo vratio s puta i govori kako mu donosi vijesti od njega samoga. Komad se sretno završava dvostrukom svadbom.
Magarci (Asinaria) je komedija s elementima farse, a nazvana je prema magarcima koje rob prodaje, ali novac ne predaje svom starom gospodaru Demenetu nego ga zadržava da njime otkupi djevojku za Demenetovog mladog sina Argiripa. Lukavi robovi vladaju pozornicom i radnjom komada, a u svoje spletke uspiju uplesti Demeneta, koji plati da bi se uključio u sinovljevu ljubavnu igru. To mu međutim prisjedne kada ga na slavlju sa sinom i sinovljevom ljubavnicom ulovi njegova stroga žena i podrugljivo mu podvikne: »Ustaj, ljubavniče, polazi kući« (Surge, amator, i domum). Izreka »Čovjek je čovjeku vuk« (Homo homini lupus) potječe iz 495. stiha ove komedije.
Kazina (Casina) je dobila ime po ropkinji Kazini, u koju se zaljubljuju otac i sin. Njihova dva roba bore se oko djevojke, pa konačno bacaju kocku i Djevojka pripadne ocu. Na vjenčanju se međutim sinovljev sin preobuče u nevjestu te ocu i njegovom robu priređuje razne smiješne neprilike. Na kraju se ipak sin oženi djevojkom, za koju se ispostavi da je zapravo susjedova kći.
Kovčežić (Cistellaria) govori o ljubavnim jadima dvoje mladih. Djevojka Selenija radi za jednu heteru i postaje ljubavnica mladog Atinjanina Alkesimarha. Njezin pravi identitet otkrivaju stvari skrivene u kovčežiću: ona je slobodna građanka i zapravo sestra djevojke za koju Alkesimarhov otac želi oženiti sina.
Žižak (Curculio) u središtu radnje ima parazita, prema kome je i nazvana. Fedrom je zaljubljen u ropkinju Planeziju, ali nema novca da je otkupi od svodnika. Kurkulion (= »Žižak«), njegov parazit, ukrade pečatni prsten od nekog umišljenog vojnika, koji je i sam kod nekog bankara položio novac za otkup Planezije. Pomoću pisma zapečaćenog ukradenim prstenom Kurkulion dolazi do djevojke za svoga gospodara. Vojnik je ljut, ali prsten otkriva da je Planezija zapravo vojnikova davno izgubljena sestra, i sve se sretno završava.
Epidik (Epidicus), nazvan prema grčkom imenu glavnog junaka, roba, ima zamršen zaplet te govori o kupnji sviračice, o pozajmljivanju novca itd. Epidik stalno od svoga gospodara izmamljuje novac, prvo za otkup sviračice u koju se zaljubio gospodarev mladi sin, zatim za otkup zarobljenice koju je gospodarev sin, promijenivši naklonost, zavolio i koju je otkupio pozajmljenim novcem. Prijevara je otkrivena, ali se sve sretno završava, jer se otkriva da je zarobljenica zapravo gospodareva davno izgubljena kći, pa je Epidiku sve oprošteno i oslobađaju ga.
Trgovac (Mercator) ponovno obrađuje temu ljubavnog suparništva oca i sina. Mladić, koga njegov otac šalje u inozemstvo nekim trgovačkim poslom, zaljubljuje se u neku ropkinju na Rodu i dovodi je kući u Atenu pretvarajući se da ju je donio na dar svojoj majci. Mladićev otac se i sam zaljubljuje u djevojku, i zatim sve teče po uobičajenom uzorku.
Perzijanac (Persa) nosi ime po perzijskoj odjeći u koju se prerušio zaljubljeni rob da bi nadmudrio svodnika i ukradenim novcem otkupio djevojku koju voli. 
Mali Kartažanin (Poenulus) obrađuje ljubavnu povest mladog Kartažanina i ropkinje koja je u rukama nekog svodnika. Komedija u rukopisima iz nepoznatih razloga ima dva završetka, a povijesno je zanimljiva jer sadrži nekoliko navoda inače malo poznatog punskog jezika.
Stiho (Stichus) nosi ime prema robu i govori o bračnoj vjernosti ― dvije sestre nakon dvije godine strpljivog čekanja konačno dočekuju svoje muževe. Ipak u ovoj komediji ne prevladava sentimentalni ton: izvor komike je parazit, kome pomažu robovi dvojice gospodara koji su zaljubljeni u istu djevojku.
Prostak (Truculentus) nazvana je prema grubom ali savjesnom robu sa sela. Komad ima malo zapleta, a uglavnom se bavi lukavom prostitutkom koja bezobzirno iskorištava svoja tri ljubavnika: mladog Atenjanina, oholog vojnika i mladića sa sela (čiji rob daje ime komediji).

## Utjecaj
Znatno je utjecao na William Shakespearea i Molierea, a Marin Držić je za svoju komediju Skup izravni uzor pronašao u Plautovoj komediji Aulularia (hrv. ćupić).

## Vanjske poveznice
- Projekt Gutenberg[neaktivna poveznica] ima nekoliko engleskih prijevoda Plautovih drama.
- Biografija Plauta na engleskom jeziku.
- Perseus Projectl sadrži neke latinske tekstove i engleske prijevode Plautovih djela.